# Теорема Ферма — Эйлера
Теорема Ферма — Эйлера (другие названия — рождественская теорема Ферма, теорема о представлении простых чисел в виде суммы двух квадратов) гласит:
| Любое простое число {\displaystyle p=4n+1}, где {\displaystyle n} — натуральное число, представимо в виде суммы квадратов двух натуральных чисел. Иначе говоря, {\displaystyle p\in \mathbb {P} ,p=4n+1,n\in \mathbb {N} \Rightarrow p=x^{2}+y^{2},} где {\displaystyle p} — простое число. |

В иностранной литературе это утверждение часто называют рождественской теоремой Ферма, так как она стала известна из письма Пьера Ферма, посланного 25 декабря 1640 года.
Примеры:
{\displaystyle 5=1^{2}+2^{2}}, {\displaystyle 13=2^{2}+3^{2}}, {\displaystyle 17=1^{2}+4^{2}}, {\displaystyle 29=2^{2}+5^{2}}, {\displaystyle 37=1^{2}+6^{2}}, {\displaystyle 41=4^{2}+5^{2}}.
Из этого утверждения при помощи тождества Брахмагупты выводится общее утверждение:
| Натуральное число представимо в виде суммы двух квадратов (целых чисел) тогда и только тогда, когда ни одно простое число вида {\displaystyle 4k+3} не входит в его разложение на простые множители в нечётной степени. |

Иногда именно этот факт подразумевается под теоремой Ферма — Эйлера.

## История
Впервые это утверждение обнаружено у Альбера Жирара в 1632 году. Пьер Ферма объявил в своём письме к Мерсенну (1640), что он доказал данную теорему, однако доказательство не привёл. Через 20 лет в письме к Каркави (от августа 1659 года) Ферма намекает, что доказательство основывается на методе бесконечного спуска.
Первое опубликованное доказательство методом бесконечного спуска было найдено Леонардом Эйлером между 1742 и 1747 годами. Позднее доказательства, основанные на иных идеях, дали Жозеф Лагранж, Карл Гаусс, Герман Минковский, Якобшталь и Дон Цагир. Последним приведено доказательство, состоящее из одного предложения.

## Доказательства
Одно из самых коротких доказательств придумано немецким математиком Доном Цагиром:
Инволюция конечного множества {\displaystyle S=\{(x,y,z)\in \mathbb {N} ^{3}:x^{2}+4yz=p\}}, определённая как
{\displaystyle (x,y,z)\rightarrow {\begin{cases}(x+2z,z,y-x-z),&x<y-z\\(2y-x,y,x-y+z),&y-z<x<2y\\(x-2y,x-y+z,y),&x>2y\end{cases}}}
имеет ровно одну неподвижную точку (которая равна {\displaystyle (1,1,k)}, если {\displaystyle p=4k+1}, и единственность которой следует из простоты {\displaystyle p}), так что {\displaystyle S} содержит нечётное количество элементов, а значит, инволюция {\displaystyle (x,y,z)\rightarrow (x,z,y)} также имеет неподвижную точку.
Также существует доказательство через теорему Вильсона, придуманное Акселем Туэ.